# Зірчатий многокутник
| {5/2} | \|5/2\| |
| Правильний зірчатий п'ятикутник, {5/2}, має п'ять вершин (вершини його кутів) та п'ять ребер, що перетинаються. Неопуклий десятикутник, \|5/2\|, має десять ребер та два набори по п'ять вершин. Перший використовується в означеннях зірчастих багатогранників та зірчастих однорідних паркетів, тоді як другий іноді використовується в паркетах на площині. |         |

Зірчатий багатокутник, також зірчастий багатокутник, або зірчастий многокутник —
один з видів неопуклих багатокутників.
Бранко Ґрюнбаум розрізнив два типи зірчатих багатокутників: перший відповідає означенню правильних зірчатих багатокутників, ребра яких перетинаються, але точки перетину не утворюють нових вершин; а другий тип є ізотоксальними неопуклими простими багатокутниками.

## Правильний зірчастий багатокутник
Правильний зірчатий багатокутник (або правильна поліграма) {p/q} — неопуклий багатокутник, що складається з p вершин (які розміщені на деякому колі та ділять його на p рівних частин), та p рівних ребер, що сполучають кожну i- ту вершину з кожною (i+q)-ю вершиною.
Якщо, наприклад, «q = 2», то з'єднується кожна друга точка. Якщо «q = 3», то  з'єднується кожна третя точка. Межа багатокутника обертається навколо центру q разів.
При цьому ребра багатокутника перетинаються, але точки їх перетину не утворюють нових вершин.
| Пентаграма {5/2} | Гептаграма {7/2} | Гептаграма {7/3} | ... |

Деякі невироджені правильні зірчасті багатокутники до 12 сторін включно:
- Пентаграма – {5/2}
- Гептаграма – {7/2} та {7/3}
- Октаграма – {8/3}
- Енеаграма – {9/2} та {9/4}
- Декаграма – {10/3}
- Гендекаграма – {11/2}, {11/3}, {11/4} та {11/5}
- Додекаграма – {12/5}

p та q мають бути взаємно простими, інакше багатокутник буде виродженим.

Правильні опуклі та зірчасті багатокутники з кількістю вершин від 3 до 12, та їхні символи Шлефлі.

У правильного зірчастого багатокутника всі сторони та кути рівні.
Правильний зірчастий багатокутник позначають символом Шлефлі як {p/q}, де p (кількість вершин) та q (щільність багатокутника) взаємно прості числа (не мають спільних множників), і q ≥ 2. 
Група симетрії багатокутника {p/q} є діедричною групою Dp, порядку 2p, і не залежить від q.
Радіус описаного кола правильного зірчастого багатокутника {p/q} при (p,q)=1(тобто, якщо  p та q — взаємно прості числа) з довжиною ребра {\displaystyle a}, можна обчислити за формулою: 
{\displaystyle R={\frac {\sin \left({\frac {p-2q}{2p}}\cdot \pi \right)}{\sin \left({\frac {2q}{p}}\cdot \pi \right)}}\cdot a}
Правильний зірчатий багатокутник може бути  суцільно нерозривним (тобто олівець обходить багатокутник по периметру через всі його вершини без відриву від паперу), наприклад, як правильна пентаграма. А також — складеним (тобто олівець обходить весь багатокутник по периметру і всі його вершини з відривом від паперу, до повного замикання багатокутника), наприклад, як правильна гексаграма — зірчаста форма правильного шестикутника, є сполукою двох протилежно орієнтованих  рівносторонніх трикутників.
Правильні зірчасті багатокутники вперше були систематично вивчені Томасом Брадвардіном, а пізніше  Йоганном Кеплером. 
| Назва              | Пентаграма | Гептаграма | Гептаграма | Октаграма | Енеаграма | Енеаграма | Декаграма | ...n-грама |
| Символ Шлефлі      | {5/2}      | {7/2}      | {7/3}      | {8/3}     | {9/2}     | {9/4}     | {10/3}    | {p/q}      |
| Симетрія           | D5, [5]    | D7, [7]    | D7, [7]    | D8, [8]   | D9, [9],  | D9, [9],  | D10, [10] | Dp, [p]    |
| Діаграма Коксетера |            |            |            |           |           |           |           |            |
| Зображення         |            |            |            |           |           |           |           |            |

| {11/2} | {11/3} | {11/4} | {11/5} | {12/5} | {13/2} | {13/3} | {13/4} | {13/5} | {13/6} |        |
| {14/3} | {14/5} | {15/2} | {15/4} | {15/7} | {16/3} | {16/5} | {16/7} |        |        |        |
| {17/2} | {17/3} | {17/4} | {17/5} | {17/6} | {17/7} | {17/8} | {18/5} | {18/7} |        |        |
| {19/2} | {19/3} | {19/4} | {19/5} | {19/6} | {19/7} | {19/8} | {19/9} | {20/3} | {20/7} | {20/9} |

### Побудова шляхом сполучення вершин
- Нехай p вершин розташовані як вершини правильного p-кутника. Правильний зірчастий багатокутник можна утворити, сполучивши несусідні вершини, і продовжувати процес доти, доки не буде досягнута початкова вершина.[5]

Також:
- Нехай p точок розташовані на деякому колі і ділять його на p рівних частин. Правильний зірчастий багатокутник {p/q} утворююється, якщо з'єднати кожну q- ту точку до повного замикання багатокутника. [3]

Наприклад, у правильному п'ятикутнику п'ятикутну зірку можна отримати, з'єднавши вершини через одну: 1-у та 3-ю, 3-ю та 5-у, 5-у та 2-у, 2-у та 4-у, 4-у та 1-у вершини.
Якщо q ≥ p/2, то побудова {p/q} призведе до такого ж багатокутника, як і {p/(p - q)}; з'єднання кожної третьої вершини п'ятикутника дасть такий же результат, як і з'єднання кожної другої вершини. Однак вершини будуть досягнуті у зворотному порядку, що має значення, коли ретроградні багатокутники входять до складу політопів вищої розмірності. Наприклад, антипризма, утворена з проґрадної пентаграми {5/2}, дає пентаграмну антипризму; аналогічна конструкція з пентаграми {5/3} дає пентаграмну схрещену антипризму; пентаграматична перехрещена антипризма. Іншим прикладом є тетрагемігексаедр, який можна розглядати як «перехрещений трикутний  куполоїд » {3/2}.

#### Вироджені правильні зірчасті багатокутники
Якщо p та q не є взаємно простими числами, то зірчастий багатокутник буде виродженим, тобто його вершини і ребра будуть збігатися. Наприклад, багатокутник {6/2} виглядає як трикутник, але його можна позначити двома наборами вершин: 1-3 та 4-6. І це слід розглядати не як два трикутники, що накладені один на один, а як цільний шестикутник з подвійним закручуванням. 
Вироджені правильні зірчасті багатокутники з кількістю сторін до 12 включно:
- Чотирикутник – {4/2}
- Шестикутники – {6/2}, {6/3}
- Восьмикутники – {8/2}, {8/4}
- Дев'ятикутник – {9/3}
- Десятикутники – {10/2}, {10/4}, and {10/5}
- Дванадцятикутники – {12/2}, {12/3}, {12/4}, and {12/6}

| Ґрюнбаум {6/2} або 2{3}       | Коксетер 2{3} або {6}[2{3}]{6}            |
| ----------------------------- | ----------------------------------------- |
|                               |                                           |
| Двічі закручений шестикутник. | Гексаграма, як поєднання двох трикутників |

Залежно від того, як саме отримано символ Шлефлі, існують різні думки щодо природи виродженої фігури. Наприклад, {6/2} можна трактувати одним з двох способів:
- Протягом більшої частини 20-го століття (див., наприклад, Coxeter, (1948)) зазвичай використовували позначення "6/2 " для шестикутника, у якого з'єднана кожна друга вершина; такий правильний зірчастий шестикутник є складеним з двох трикутників, або гексаграмою.

Коксетер позначає таку правильну сполуку символом {k•p}[k{p}]{k•p} для зірки {p/k}, так що гексаграма представляється як {6}[2{3}]{6}. Більш компактно Коксетер також записує позначення 2 {n/2} ( 2{3} для гексаграми) для складеної зірки з чергуванням правильних парно-сторонніх багатокутників, з курсивом на провідному факторі, щоб відрізнити його від інтерпретації, коли вони збігаються. 
- Багато сучасних геометрів, таких як Ґрюнбаум (2003),[8] вважають це неправильним. Вони вважають, що /2 означає переміщення на два місця навколо {6} на кожному кроці, в результаті чого виходить «подвійно закручений» трикутник, який має по дві вершини, накладені у кожній кутовій точці, і два ребра вздовж кожного відрізка лінії. Це не тільки краще узгоджується з сучасними теоріями абстрактних політопів, але й більш точно копіює спосіб, у який Пуансо (1809) створював свої зірчасті багатокутники, беручи одну довжину дроту і згинаючи його в послідовних точках на один і той самий кут, поки фігура не замикалася.

### Побудова шляхом ззірчення
Також правильний зірчатий багатокутник можна отримати шляхом ззірчення опуклого правильного багатокутника, тобто шляхом одночасного продовження всіх сторін правильного багатокутника до їх наступного перетину в точках, які і є вершинами зірчастого багатокутника.
Отриманий зірчатий багатокутник буде зірчастої формою правильного багатокутника, з якого він отриманий. Вершинами зірчастого багатокутника будуть вважатися тільки ті точки, в яких сходяться сторони цього багатокутника, але не точки перетину цих сторін; зірчаста форма даного багатокутника має стільки ж вершин, скільки він сам. Вказану дію неможливо виконати з правильним трикутником і квадратом, так як після продовження їхніх сторін, вони більше не перетинаються; серед правильних багатокутників зірчасті форми мають тільки багатокутники з числом сторін більше чотирьох. Зірчастою формою правильного п'ятикутника (пентагона) є пентаграма. 
У правильного багатокутника може бути кілька зірчастих форм, кількість яких залежить від того, скільки разів його сторони перетинаються між собою після їх продовження. Наприклад,  правильний семикутник має 2 зірчасті форми (два види семипроменевої зірки).
| Кількість вершин правильного багатокутника | Кількість зірчастих форм правильного багатокутника | Кількість не розірваних (сполучних) зоряних багатокутників серед зірчастих форм | Кількість вершин правильного багатокутника, розташованих між двома вершинами зоряного багатокутника |
| ------------------------------------------ | -------------------------------------------------- | ------------------------------------------------------------------------------- | --------------------------------------------------------------------------------------------------- |
| 5                                          | 1                                                  | 1                                                                               | 1                                                                                                   |
| 6                                          | 1                                                  | 0                                                                               | |
| 7                                          | 2                                                  | 2                                                                               | 2; 3                                                                                                |
| 8                                          | 2                                                  | 1                                                                               | 2                                                                                                   |
| 9                                          | 3                                                  | 2                                                                               | 1; 3                                                                                                |
| 10                                         | 3                                                  | 1                                                                               | 2                                                                                                   |
| 11                                         | 4                                                  | 4                                                                               | 1; 2; 3; 4                                                                                          |
| 12                                         | 4                                                  | 1                                                                               | 4                                                                                                   |

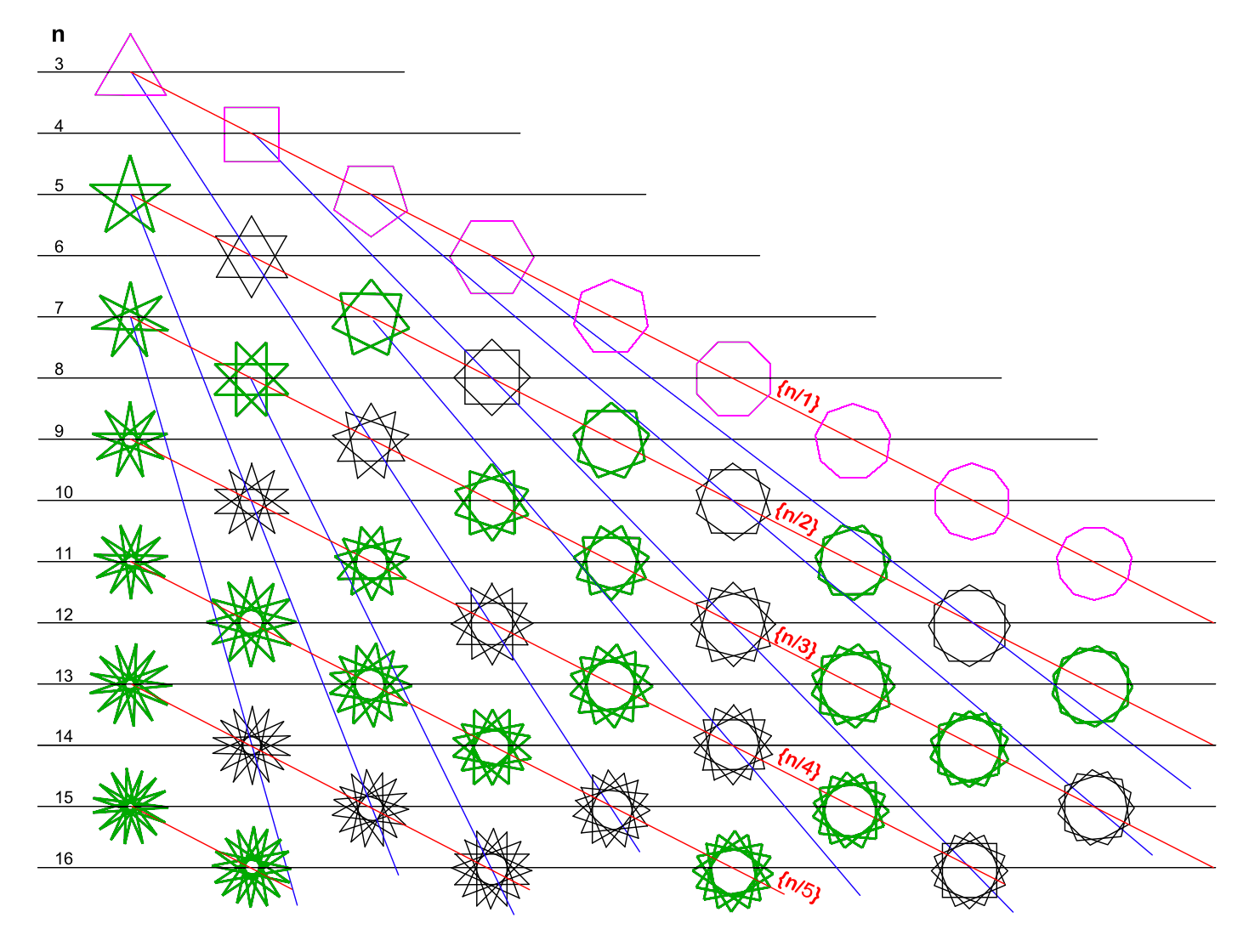
Двовимірна дискретна множина зірок.
Пурпурні — опуклі багатокутники.
Зелені — зв'язкові зірки {n / m} (де n і m взаємно прості числа).
Чорні — НЕ зв'язкові зірки {n / m} (де n і m НЕ взаємно прості числа).
Сині прямі з'єднують багатокутник (опуклий або зв'язну зірку) зі всіма не зв'язковими зірками, які є сполуками (після повороту) різної кількості однакових багатокутників, таких же як початкові.

Побудова, що основана на ззірченні також дозволяє отримати правильні багатокутні сполуки у випадках, коли щільність q та кількість вершин p не є взаємно простими числами. 

## Ізотоксальні зірчасті прості багатокутники
Якщо з правильного зірчастого n-кутника видалити частини ребер, що обмежені точками їх перетину і знаходяться всередині багатокутника, отримана фігура перестає бути правильною, але може розглядатися як ізотоксальний неопуклий  простий 2n-кутник, що має два набори вершин, що по-чергово розташовані на колах двох різних радіусів. Бранко Грюнбаум у Нахилах і візерунках позначає таку зірку, яка відповідає контуру правильної поліграми {n/k} як |n/k|, або більш загально {n𝛼}, що позначає ізотоксальний неопуклий або опуклий простий 2n-кутник із  внутрішнім кутом 𝛼 при зовнішній вершині.
- Для |n/k|, внутрішній кут 𝛼 при зовнішній вершині дорівнює 𝛼 = 180(1 − 2k/n) градусів, а зовнішній кут при внутрішній (новій) вершині дорівнює βзовн. = 180[1 − 2(k − 1)/n] градусів.

- Для {n𝛼}, внутрішній кут при злвнішній вершині 𝛼 та зовнішній кут при внутрішній вершині βзовн., не обов'язково дорівнюють відповідним кутам правильної поліграми {n/k}; однак обов'язково, 𝛼 < 180(1 − 2/n) градусів та βзовн. < 180°, (у випадку, коли {n𝛼} неопуклий).[1]

| \|n/k\| {n𝛼}                        | \|9/4\| {920°} | {330°} | {630°} | \|5/2\| {536°} | {445°} | \|8/3\| {845°} | \|6/2\| {660°} | {572°} |
| 𝛼                                   | 20°            | 30°    | 30°    | 36°            | 45°    | 45°            | 60°            | 72°    |
| βзовн.                              | 60°            | 150°   | 90°    | 108°           | 135°   | 90°            | 120°           | 144°   |
| ----------------------------------- | -------------- | ------ | ------ | -------------- | ------ | -------------- | -------------- | ------ |
| Ізотоксальна проста n-кутна зірка   |                |        |        |                |        |                |                |        |
| Пов'язана правильна поліграма {n/k} | {9/4}          | {12/5} | {12/5} | {5/2}          | {8/3}  | {8/3}          | 2{3}           | {10/3} |

### Приклади в паркетах
Ці багатокутники часто зустрічаються як плитки паркетів. Параметричний кут 𝛼 (у градусах або радіанах) може бути обраний відповідно до внутрішніх кутів сусідніх багатокутників у візерунку паркета. У своїй роботі 1619 року Harmonices Mundi',  Йоганн Кеплер серед періодичних мозаїк,  включає неперіодичні мозаїки, такі як мозаїка з трьома правильними п'ятикутниками і одним правильним зірчастим п'ятикутником, що розміщені навколо певних вершин, 5,5,5,5/2, і пов'язана з сучасними мозаїками Пенроуза.
| Ізотоксальні прості n-кутні зірки | "Трикутні" зірки (n = 3)          | "Чотирикутні" зірки (n = 4)       | "Шестикутні" зірки (n = 6)        | "Шестикутні" зірки (n = 6)      | "Шестикутні" зірки (n = 6) | "Восьмикутні" зірки (n = 8) |
| --------------------------------- | --------------------------------- | --------------------------------- | --------------------------------- | ------------------------------- | -------------------------- | --------------------------- |
| Зображення мозаїки                |                                   |                                   |                                   |                                 |                            |                             |
| Вершинна фігура.                  | 3.3Шаблон:Supsub.3.3Шаблон:Supsub | 8.4Шаблон:Supsub.8.4Шаблон:Supsub | 6.6Шаблон:Supsub.6.6Шаблон:Supsub | 3.6Шаблон:Supsub.6Шаблон:Supsub | 3.6.6Шаблон:Supsub.6       | not edge-to-edge            |

## Внутрішня частина зірки
Існує кілька способів відображати внутрішню частину зірчастого багатокутника. Бранко Ґрюнбаум та Джофрі Стефард розглядали два з них, зокрема, як правильну зірчастий n-кутник та як Ізотоксальний неопуклий простий 2n-кутник.

Три інтерпретації для внутрішньої частини зірчастого багатокутника:
- в місцях, де частина ребра знаходиться всередині багатокутника, одна сторона цього відрізка розглядається як зовнішня, а інша - як внутрішня. Це показано на ілюстрації ліворуч і зазвичай зустрічається у комп'ютерній візуалізації векторної графіки.
- Кількість разів, які полігональна крива (ламана) огинає задану область, визначає її щільність. Зовнішня область має щільність 0, а будь-яка область зі щільністю > 0 розглядається як внутрішня. Це показано на центральній ілюстрації і зазвичай зустрічається у математичній характеристиці багатогранників (однак, для неорієнтованих багатогранників щільність можна розглядати лише за модулем 2 і, отже, у цих випадках, для узгодженості, іноді замість неї використовується перша обробка).
- Внутрішня область поліграми, що обмежена її контуром ( без частин ребер, що знаходяться всередині, як у другому випадку). Це показано на ілюстрації праворуч і зазвичай використовується при створенні фізичної моделі зірки.

Коли обчислюється площа багатокутника, кожен з цих підходів дає різні результати.